# Álvaro González de Galdeano
Pour les articles homonymes, voir Álvaro González et González.
Álvaro González de Galdeano Aranzábal, né le 3 janvier 1970 à Vitoria, est un ancien coureur cycliste espagnol et actuel dirigeant de l'équipe cycliste Euskaltel-Euskadi. Il est le frère d'Igor González de Galdeano.

## Biographie
Álvaro González de Galdeano commença sa carrière de cycliste professionnel en août 1992 dans l'équipe espagnole Artiach.
En 1995, il rejoignit, en compagnie de son frère Igor qui passait professionnel cette année-là, l'équipe Euskadi qui devint plus tard Euskaltel-Euskadi. Les deux frères s'engagèrent ensuite ensemble dans les équipes Vitalicio Seguros puis ONCE.
Il connut sa meilleure saison en 2000, année durant laquelle il devint champion d'Espagne sur route, et remportant une étape des tours d'Italie et d'Espagne. Un contrôle antidopage réalisé en août au Grand Prix Llodio, peu avant ce Tour d'Espagne, révéla en octobre une consommation de nandrolone, un produit dopant. D'abord condamné à une suspension de six mois, sa peine fut réduite à trois mois car il était le premier coureur de l'équipe ONCE à subir un contrôle antidopage positif.
Après avoir mis un terme à sa carrière de cycliste, il est devenu dirigeant de l'équipe basque Orbea.

## Palmarès

### Palmarès amateur
- 1991
  -  Champion d'Espagne sur route amateurs
  - Bayonne-Pampelune
  -  Médaillé de bronze du contre-la-montre par équipes aux Jeux méditerranéens
- 1992
  - Vuelta a Costa Blanca
  - 2eb étape de la Cinturón a Mallorca (contre-la-montre)

### Palmarès professionnel
- 1994
  - 6e étape de la Ruta Mexico
  - 2e du Tour de Castille-et-León
- 1996
  - 4e étape du Tour des Asturies
  - 2e du championnat d'Espagne du contre-la-montre
- 1997
  - 1reb étape du Tour de La Rioja (contre-la-montre par équipes)
- 1998
  - 2e étape du Grande Prémio Jornal de Notícias
  - 3e du Grande Prémio Jornal de Notícias
  - 5e du Grand Prix du Midi libre
  - 7e du Tour d'Espagne
- 1999
  - 1re étape du Tour des Asturies
  - 3e du championnat d'Espagne du contre-la-montre
- 2000
  -  Champion d'Espagne sur route
  - 17e étape du Tour d'Italie
  - 15e étape du Tour d'Espagne
  - 3e du championnat d'Espagne du contre-la-montre
- 2002
  - 4e étape du Tour de France (contre-la-montre par équipes)
  - 2e du Grand Prix du Midi libre
  - 3e du championnat d'Espagne du contre-la-montre

## Résultats sur les grands tours

### Tour de France
4 participations
- 1999 : 24e
- 2001 : abandon (19e étape)
- 2002 : abandon (10e étape)
- 2003 : 122e

### Tour d'Espagne
8 participations
- 1993 : abandon (16e étape)
- 1994 : 94e
- 1995 : 72e
- 1996 : 62e
- 1997 : abandon (5e étape)
- 1998 : 7e
- 1999 : 56e
- 2000 : abandon (20e étape)

### Tour d'Italie
2 participations
- 2000 : 49e
- 2001 : 70e